# Шароши, Ласло
Ласло Шароши (венг. László Sárosi; 27 февраля 1932, Будапешт — 2 апреля 2016, Будапешт) — венгерский футболист и тренер, бронзовый призёр чемпионата Европы в Испании (1964).

## Биография
С юности играл за клуб «Вашаш» (Будапешт). С 1949 по 1964 год выступал в основном составе. Вместе с такими игроками, как Дежё Бунджак, Бела Карпати и Кальман Месёй, он был частью «золотого поколения» в истории «Вашаша». В период с 1957 по 1966 год клуб выиграл в течение девяти лет пять из шести своих венгерских чемпионских титулов. Шароши стал обладателем всех из них (1957, 1960/1961, 1961/1962, 1965 и 1966). Обладатель Кубка Венгрии (1955). Победитель Кубка Митропы (1956, 1957, 1962 и 1965).
В период между 1956 и 1965 годами провёл 46 матчей в составе национальной сборной. Участник двух чемпионатов мира: в Швеции (1958) и в Чили (1962). Стал бронзовым призёром чемпионата Европы в Испании (1964) после победы венгров в матче за третье место над датчанами со счётом 3:1. Однако в самом матче он не принимал участия, завершив свои выступления на стадии полуфинала.
Закончил свою футбольную карьеру в возрасте 32 лет в 1964 году.
После окончания карьеры перешёл на позицию тренера, однако особых успехов в этой роли не добился. С 1971 по 1974 год он являлся наставником молодёжной сборной Венгрии, которую привел к победе на чемпионате Европы 1974 года. Со временем его пребывание на посту главного тренера различных клубов становилось всё более коротким и всё менее успешным. Свою деятельность в этом качестве он прекратил в 1991 году.

## Достижения
Вашаш
- Чемпионат Венгрии (5): 1957, 1960/1961, 1961/1962, 1965, 1966
- Кубок Венгрии: 1955
- Кубок Митропы (4): 1956, 1957, 1962, 1965